# 穆尔德施陶塞
穆尔德施陶塞（德語：Muldestausee，發音：[ˈmʊldəˌʃtaʊzeː] ⓘ）是德国萨克森-安哈尔特州安哈尔特-比特费尔德县的市镇，面积137.52平方千米，2023年12月31日人口为11,581人。该市镇于2010年1月1日由市镇布格凯姆尼茨、弗里德斯多夫、戈萨、格勒本、克里纳、米尔贝克、穆尔登施泰因、普洛达、波赫、勒萨、施莱茨和施韦姆萨尔合并而成，得名于市内的同名水库。